# Калициум зелёный
Калициум зелёный (лат. Calicium viride) — вид лишайников рода Калициум семейства Калициевые.

## Синонимы[1]
- Calicium baliolum Ach., 1803
- Calicium hyperellum (Ach.) Ach., 1803
- Calicium hyperellum f. baliolum (Ach.) Ach., 1814
- Calicium hyperellum f. lygodes (Ach.) Branth, 1868
- Calicium hyperellum f. viride (Pers.) Cromb., 1894
- Calicium hyperellum var. baliolum (Ach.) Wahlenb., 1812
- Calicium hyperellum var. lygodes (Ach.) Ach., 1808
- Calicium lygodes (Ach.) Ach., 1803
- Calicium viride f. hyperellum (Ach.) Vain., 1927
- Calicium viride f. leprosa Nádv., 1940
- Calicium viride var. baliolum (Ach.) Oxner, 1956
- Chaenotheca stemonea f. viridis (Pers.) Zahlbr., 1922
- Coniocybe stemonea b viride (Pers.) Rabenh., 1870
- Lichen hyperellus Ach., 1799 [1798]
- Lichen lygodes Ach., 1799 [1798]
- Phacotrum hyperellum (Ach.) Gray, 1821

## Описание
Слоевище накипное, зернисто-бородавчатое, зеленовато-жёлтого цвета. Подслоевище беловатое. Апотеции на ножках, иногда погружены в слоевище. Ножки довольно крепкие, блестящие, черноватые, реже коричневые (в молодом возрасте ножки часто долго бывают светлыми), обычно чёрные в нижней и рыжевато-коричневые в верхней части, иногда с налётом, до 0,2—6 мм длины и 0,15—0,2 мм толщины. У некоторых форм ножка короткая, 0,2—0,4 мм длины. Головки волчкообразные, линзовидные или круглые, 0,4—0,8 мм в диаметре, без налёта, реже с налётом, коричневато-рыжеватые снизу. Диск выпуклый, буро-чёрный. Эксципул голый, плотный, рыжевато-коричневый или чёрный. Гипотеций коричневый. Споровая масса чёрная или черноватая, слегка выпуклая. Сумки цилиндрические, 40–50×5–7 мкм. Споры двуклеточные, почти овальные, закруглённые или заострённые на концах, тёмно-коричневые или серые, с перетяжкой посередине и бородавчатой оболочкой, 9–16×4–6 мкм. Пикнидии тёмные, погружённые. Пикноконидии 3—5×1 мкм.

### Химический состав
Присутствуют вторичные метаболиты в виде ризокарповой кислоты и эпанорига.

## Среда обитания и распространение
На сильно потрескавшейся коре старых деревьев хвойных пород в хвойных, реже лиственных горных лесах.
Встречается в Европе, Азии, Северной и Южной Америках, Австралии.

## Охранный статус
В России вид занесён в Красную книгу Вологодской, Тверской областей, Санкт-Петербурга.